# Arrondissement Bobigny
Bobigny is een arrondissement van het Franse departement Seine-Saint-Denis in de regio Île-de-France. De onderprefectuur is Bobigny.

## Geschiedenis

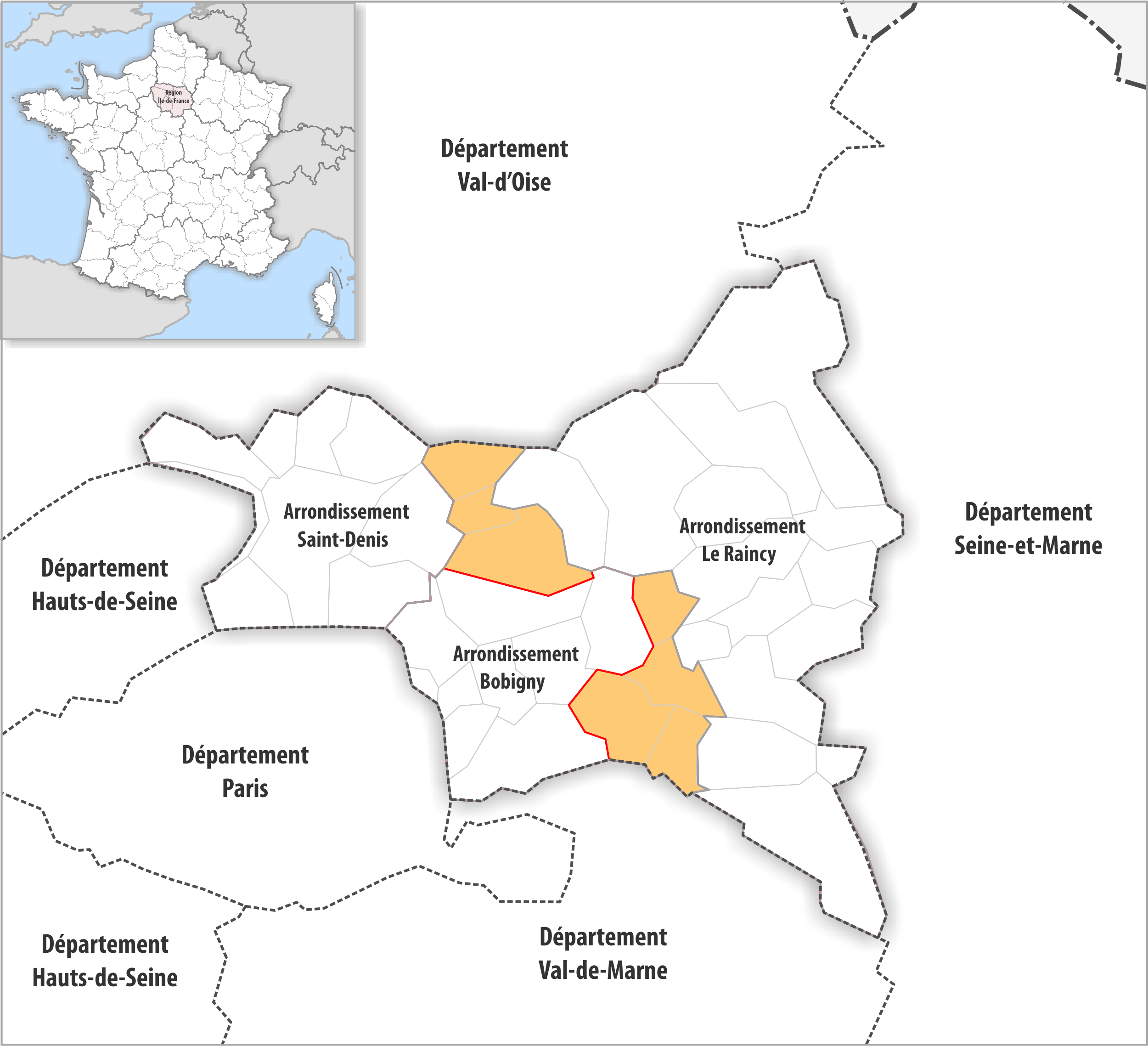
Overgehevelde gemeenten

Op 1 januari 2017 werden de gemeenten Le Bourget, Drancy, Dugny, Les Pavillons-sous-Bois, Rosny-sous-Bois en Villemomble overgeheveld van het arrondissement Bobigny naar het arrondissement Le Raincy.

## Kantons
Het arrondissement was tot 2014 samengesteld uit de volgende kantons:
- Kanton Bobigny
- Kanton Bagnolet
- Kanton Bondy-Nord-Ouest
- Kanton Bondy-Sud-Est
- Kanton Le Bourget
- Kanton Drancy
- Kanton Les Lilas
- Kanton Montreuil-Est
- Kanton Montreuil-Nord
- Kanton Montreuil-Ouest
- Kanton Noisy-le-Sec
- Kanton Pantin-Est
- Kanton Pantin-Ouest
- Kanton Les Pavillons-sous-Bois
- Kanton Romainville
- Kanton Rosny-sous-Bois
- Kanton Villemomble

Door de herindeling van de kantons bij decreet van 21 februari 2014 met uitwerking op 22 maart 2015 zijn dat sindsdien: 
- Kanton Bagnolet
- Kanton Le Blanc-Mesnil (deel van 1 gemeente)
- Kanton Bobigny
- Kanton Bondy
- Kanton La Courneuve  (deel  2/3)
- Kanton Drancy
- Kanton Les Lilas
- Kanton Montreuil-1
- Kanton Montreuil-2
- Kanton Pantin
- Kanton Pantin-Ouest
- Kanton Villemomble (deel 1/3)